# Водойма
Водо́йма, водо́ймище (англ. still waters, нім. Stillgewässer — «спокійні води») — природне або штучне заглиблення в земній поверхні, де збирається та затримується вода; безстічний або зі сповільненим стоком поверхневий водний об'єкт (озеро, водосховище, ставок).
В широкому розумінні до водойм зараховують моря та океани.
Деякі гідрологи до водойм відносять також болота.

Ставок. Донеччина. 2011 рік.

Водойми виникають за наявності замкнутих котловин, коли притік води в них переважає над випаровуванням, відтоком та фільтрацією в підземні водні горизонти.

## Класифікація
Вирізняють постійні й тимчасові водойми (які пересихають).
За хімічним складом води та кількістю розчинених у ній солей водойми бувають прісні та солоні.
Також вирізняють  природні водойми — виникли без участі людини (озеро) та  штучні — створені людиною (водосховище, ставок). Гідрологічний режим природних та штучних водойм помітно відрізняється між собою.